# Cyrtonus elegans
Espèce
Synonymes
- Eumolpus elegans Germar, 1813
- Cyrtonus corruscans Vuillefroy, 1868

Cyrtonus elegans est une espèce d'insectes coléoptères de la famille des Chrysomelidae et de la sous-famille des Chrysomelinae. Elle est trouvée au Portugal.